# Big Spring (Teksas)
Big Spring je grad u američkoj saveznoj državi Teksas. Prema popisu stanovništva iz 2010. u njemu je živjelo 27.282 stanovnika.